# Chapelle du Maréchal Randon
La chapelle Notre-Dame-de-la-Vallée, dite chapelle du Maréchal Randon, est une chapelle à Saint-Ismier dans le département de l'Isère construite en 1865, dans un style orientaliste, à la demande de Jacques Louis Randon, maréchal du Second Empire et ancien gouverneur de l'Algérie. Il  fut enterré en 1871 au cimetière de  Saint-Ismier avec les honneurs de la Troisième République.
Elle est labellisée Patrimoine en Isère en 2011.

## Description architecturale

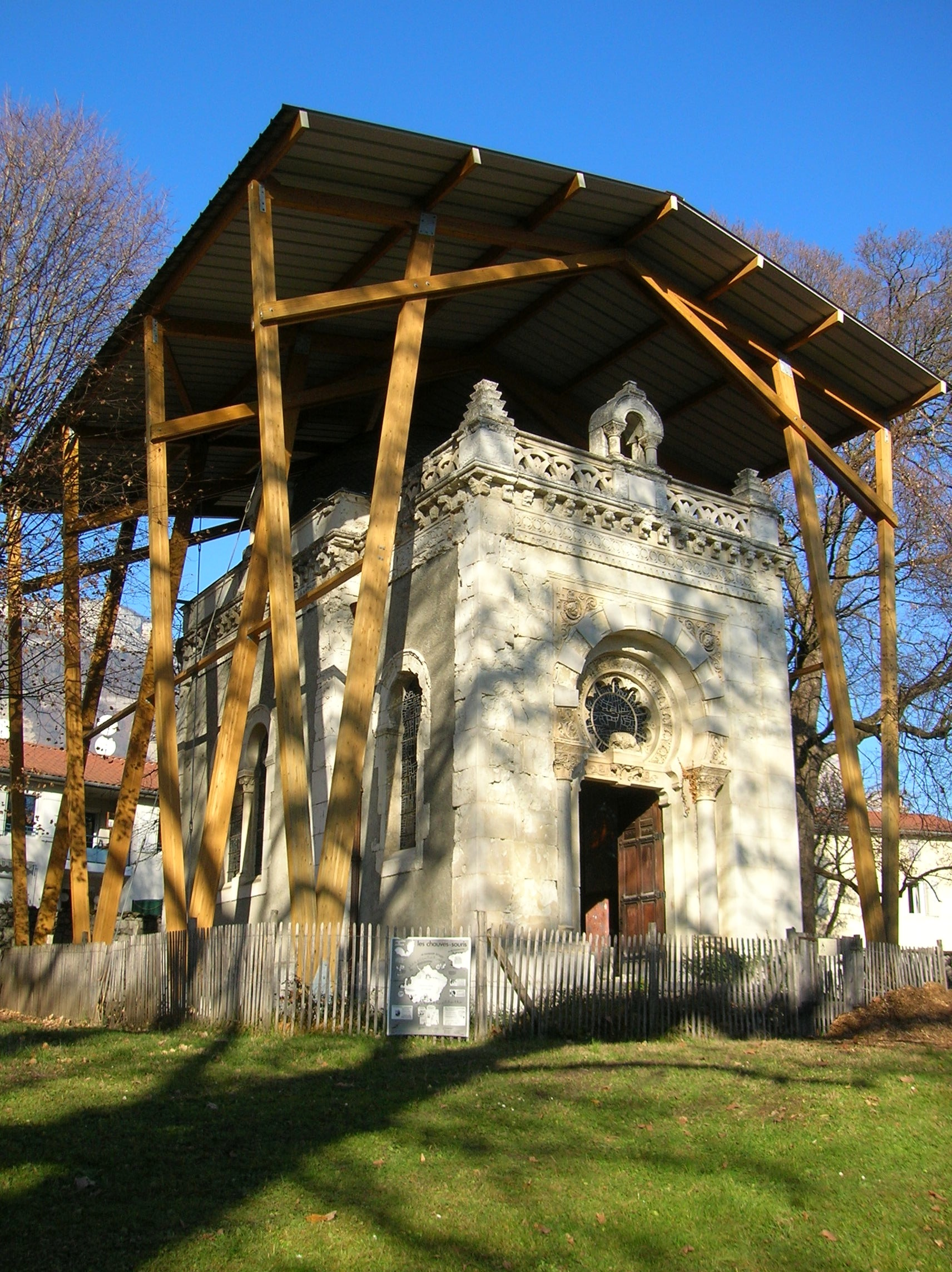
La chapelle.